# Бинг, Зигфрид
Самуэль Зигфрид Бинг (нем. Samuel Siegfried Bing, 26 февраля 1838 — 6 сентября 1905) — франко-германский коммерсант, один из инициаторов движения за новое искусство — стиль ар-нуво. Называл себя Зигфридом, чтобы его отличали от младшего брата Самуэля Отто Бинга (1850—1905).
Зигфрид Бинг родился в Германии, в Гамбурге, в большой семье коммерсантов и торговцев. Семья также владела мастерскими по производству изделий из стекла, керамики и металла. Младший брат Зигфрида управлял семейной компанией «Иокогама» (название города в Японии), поставлявшей восточные товары в страны Европы. В 1854 году Зигфрид Бинг переехал во Францию для управления семейными делами. В 1876 году принял французское гражданство. В 1868 году он женился на своей двоюродной сестре Джоанне Баер. Их сын Марсель со временем стал помощником отца в коммерческих делах и художником-ювелиром стиля ар-нуво. В 1873 году, после смерти старшего брата Михаэля, Зигфрид Бинг стал во главе семейных предприятий во Франции.
В 1875 году он предпринял путешествие в страны Дальнего Востока, Китай и Японию, после чего решил специализироваться на торговле восточными произведениями искусства. Увлечение восточной культурой было семейной традицией, но Зигфрид Бинг задумал не только торговать восточными изделиями в Париже, но и привлечь французских художников для изготовления произведений искусства с учётом восточной философии и эстетики, дабы они могли успешно продаваться в Китае и Японии. В то время японское искусство, прежде всего гравюра и фарфор, вызывали большой интерес у коллекционеров и у художников: импрессионистов и постимпрессионистов. В дальнейшем, к 1898 году, ввоз французских предметов искусства в Японию через компанию «Иокогама» превысил вывоз аналогичных товаров в Европу.
В Париже Бинг открыл магазин «Ворота в Китай» (La Porte Chinoise), в котором стал продавать произведения искусства Китая и Японии. В 1893 году Бинг был в США, где на него большое впечатление оказала новая архитектура Генри Ричардсона и Луиса Салливана. В декабре 1895 года Бинг вернулся в Париж и открыл свою знаменитую галерею «Дом Нового искусства» (Maison de l’Art Nouveau), в которой показывал не только изделия стран Востока, но и произведения молодых французских художников в «новом стиле», в том числе выполненные под влиянием традиционного восточного искусства. Название магазина закрепилось за стилем нового французского искусства периода модерна.
Анри Ван де Велде оформил интерьеры магазина Бинга, а Луис Комфорт Тиффани сделал витражи. В галерее были выставлены изделия из керамики и стекла, мебель, ткани мастерской Уильяма Морриса, ювелирные изделия выдающегося мастера, главы Школы Нанси Эмиля Галле, а также Эжена Грассе, Эдварда Колонны, Рене Лалика, художников группы «Наби» Пьера Боннара, Жана Эдуара Вюйара, Анри де Тулуз-Лотрека, норвежца Эдварда Мунка, английского художника Френка Бренгвина. В галерее выставляли свои работы Огюст Роден и Константин Менье. В рекламных проспектах утверждалось, что «Дом Нового искусства» призван побороть эклектизм и дурной вкус в домах парижан и привить истинно прекрасное в обыденной жизни. Преображение жизни средствами искусства — основная идея культуры модерна.
Бинг поддерживал отношения с частными коллекционерами и крупными музеями, за короткое время 1896—1902 годов он сумел составить себе репутацию крупнейшего знатока и ценителя произведений искусства. Бинга связывали деловые и дружеские отношения с выдающимся писателем и художественным критиком Ю. Майер-Грефе. В 1888—1891 годах Бинг издавал ежемесячный журнал «Le Japon artistique» («Искусство Японии»). Агенты Торгового дома Бинга с равным успехом работали по всему миру. В Австрии Бинг финансировал издание журнала объединения Сецессион «Ver Sacrum» (Священная весна), поддерживал дружеские отношения с Густавом Климтом.
На Всемирной выставке 1900 года в Париже Зигфрид Бинг устроил собственный павильон, в котором продемонстрировал интерьеры, полностью оформленные в «новом стиле». Для создания этой экспозиции Бинг пригласил Жоржа де Фера, Эдварда Колонну и Эжена Гайяра. В 1904 году за год до смерти Зигфрид Бинг закрыл свою галерею и магазин. И именно в это время увлечение стилем ар-нуво в Париже пошло на убыль. В Лондоне аналогичную роль в распространении нового стиля играл магазин А. Л. Либерти.